# Cygnus OB2-12
Désignations
Cygnus OB2#12 est une hypergéante bleue très brillante avec une magnitude bolométrique absolue de -10,9, ce qui en fait l'une des étoiles les plus lumineuses connues de la Voie lactée. En d’autres termes, cette étoile est près de 2 millions de fois plus brillante que notre Soleil.
Elle est le membre répertorié sous le no 12 de l’association Cygnus OB2, un amas d’étoiles jeunes et massives se situant à une distance de 5000 années-lumière dans la constellation du Cygne. Depuis la Terre, la lumière visible en provenance de cette région de la galaxie est fortement absorbée par la poussière interstellaire. Sans ce phénomène d’extinction poussiéreuse, Cygnus OB2#12 aurait pu avoir une magnitude visuelle d’environ 1,5, c’est-à-dire l’équivalent de Deneb (Alpha Cygni), l’étoile la plus brillante de la même constellation pour un observateur terrestre. De fait, à cause de ces poussières, la magnitude visuelle observée est de 11,4, ce qui nécessite des jumelles ou un petit télescope pour la voir.
Du fait de ce voile de poussières, le type spectral de l'étoile ne fait pas l'unanimité selon les observations récentes. En 1991, Philip Massey et A.B. Thompson le donnaient comme B5 Ie, alors que Wayne L. Waldron en 1998 le qualifiait comme B8 Ia+ ou B8 Ia. Cygnus OB2#12 est aussi considéré comme un candidat variable lumineuse bleue (LBV) et est hautement rougi.